# Науковий атеїзм
Науковий атеїзм — одна з основних складових частин радянської комуністичної ідеологічної доктрини марксизму-ленінізму; обов'язковий академічний фах у всіх вищих навчальних закладах СРСР.
Термін «науковий атеїзм» був введений в СРСР 1954 року і вперше використаний у постановах ЦК КПРС «Про великі недоліки в науково-атеїстичній пропаганді та заходи щодо її поліпшення» та «Про помилки у веденні науково-атеїстичної пропаганди серед населення». 1959 року курс «Основи наукового атеїзму» став обов'язковим у програмах вузів СРСР.

## Зміст поняття
З точки зору марксистів-леніністів, атеїзм — це система поглядів, яка піддає критичному аналізу й припускає філософську, природничо-наукову і історичну неспроможність релігії з матеріалістичної точки зору. Галузі, в яких науковий атеїзм піддає критиці релігійні погляди, містять у собі філософську критику, спрямовану на розхитування релігійного світогляду, природничо-наукову критику, що обґрунтовують несумісність релігійного погляду на світ з науковими уявленнями  у таких питаннях, як, наприклад, походження життя і людини, а також історичну критику, що пояснює походження і розвиток релігії як природний соціальний процес.

## Методологія наукового атеїзму
Науковий атеїзм стверджує, що заснований на успіхах науки, у своїх дослідженнях існування/відсутності богів спирається на отримані нею результати і використовує науковий метод для спростування релігійних вигадок.

## Наукові підстави атеїзму
На думку багатьох науковців дані  природничих наук суперечать уявленням про походження та будову світу, прийнятим у більшості релігій. Так, наприклад, вік Землі, обчислений на основі Біблії (трохи більше 6000 років ), не відповідає даним, отриманим за результатами геологічних досліджень (близько 4,6 млрд років). Найважливішою основою наукового атеїзму вважається еволюційне вчення, яке припускає відсутність необхідності «вищого розуму» для пояснення виникнення та розвитку  життя на Землі. Важливе значення має також побудова пояснення психічних явищ виключно на основі фізіології без залучення надприродних сутностей (таких, наприклад, як душа).
Дані  історичних наук та релігієзнавства розкривають історію релігій і вказують на те, що їх священні тексти створені людьми і змінювалися протягом життя народів, що сповідували ці релігії . Крім того, нерідко самі священні тексти внутрішньо суперечливі .

## Використання атеїзму з політичною метою
У СРСР проповідування атеїстичних поглядів пропагандистським апаратом РКП(б)—ВКП(б)—КПРС та державними інституціями було використане для пограбування усіх Церков, що існували у державі, а також для розгортання масових репресій проти священнослужителів та віруючих, що підозрювались у нелояльності до влади.
З іншого боку, атеїзм був перетворений на своєрідний варіант віровчення, замінник релігії: 
| …теоретичну основу свого віровчення Ленін знаходить не в себе на батьківщині, а запозичує її у вестернізованого німецького єврея Карла Маркса. Хоча правда й те, що доктрини, ближчої до цілковитого заперечення всього західного суспільного устрою, ніж марксистське вчення, цей російський пророк двадцятого сторіччя на Заході не знайшов би. Саме негативні, а не позитивні елементи марксистської ідеології зробили її конгеніальною російському революційному духові; і це пояснює, чому в 1917 році ще екзотичний на той час російський капіталізм західного зразка був зметений не менш екзотичною західною антикапіталістичною доктриною. Таке пояснення підтверджується і метаморфозою, яку пережила ця марксистська філософія в російській атмосфері, де, як то неважко переконатися, марксизм перетворено на емоційну і інтелектуальну заміну православного християнства, де Маркс виступає в ролі Мойсея, а Ленін — як Месія, а зібрання їхніх творів визнано за Святе Письмо цієї нової атеістичної церкви — церкви агресивної і войовничої.[6] |
Бернард Шоу у своїй доповіді у Лондоні про поїздку до СРСР 1931 року зазначив, що «Третій Інтернаціонал — найсправжнісінька Церква, тому-то вона й не терпить поруч із собою ніякого іншого релігійного вчення».

## Науковий атеїзм в Україні
Науковий атеїзм в Україні почав стрімко розвиватися як наукова та освітня дисципліна починаючи з хрущовської антирелігійної кампанії. У Київському державному університі імені Тараса Шевченка була відкрита перша в СРСР кафедра історії та теорії атеїзму у 1959 р. У Львівському університеті та Київському педагогічному інституті кафедри наукового атеїзму відкрилися у 1964 р.
Однією з провідних проблем українського наукового атеїзму була розробка радянської безрелігійної обрядовості. 
Під час горбачовської Перебудови науковий атеїзм, під тиском критики інтелегенції, зазнає змін у теоретико-методологічних засадах. Наукові атеїсти починають писати про позитивні сторони релігії, зокрема про її вплив на розвиток культури.
Після скасування у березні 1990 р. III-ім З'їздом народних депутатів СРСР 6-ї статті Конституції СРСР про монопольну керівну роль КПРС, та після розпаду СРСР, ідеологічна доктрина КПРС залишилася без центрального «адміністративного ресурсу». Ідеологічні інституції КПРС перейшли у власність новозаснованих національних незалежних держав, їх було перейменовано. Так інститути та кафедри навчальних та академічних закладів, що до цього носили назву «Наукового атеїзму» стали зватися інститутами, відділеннями та кафедрами «Релігієзнавства». І відповідно, фахівці у галузі наукового атеїзму стали тепер називатися «релігієзнавцями».

## Цікаві факти
- В СРСР в 1964 -1991 рр. у Москві існував Інститут наукового атеїзму[12], а у Києві з 1978 р. функціонував його філіал.
- В державних університетах існували кафедри наукового атеїзму
- В інституті філософії АН УРСР існувало два відділи наукового атеїзму: один у Києві, а другий в Івано-Франківську.